# Rhino (autoblindo)
La Car, Armoured, Heavy (aust), conosciuta anche come Rhino, era un veicolo corazzato progettato in Australia durante la seconda guerra mondiale. A causa di problemi di progettazione il veicolo rimase allo stadio di prototipo.

## Storia

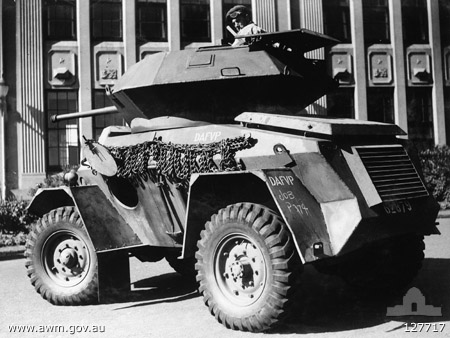
il retro del prototipo

Lo sviluppo della Rhino si deve alla difficoltà da parte della Gran Bretagna, con lo scoppio del conflitto, di rifornire di veicoli corazzati le forze armate dei vari paesi del Commonwealth. Nella tarda metà del 1941 venne presentata dalle autorità australiane una richiesta per un veicolo corazzato da produrre in loco. Vennero realizzati due scafi e due torrette da provare sullo stesso telaio GMP della General Motors of Canada a motore posteriore 8446. Questo telaio era già stato utilizzato per la realizzazione dell'autoblindo canadese Fox. Lo scafo corazzato era realizzato in Australia. Lo spessore della corazzatura era di 30 mm nella parte frontale e di 11 mm ai lati e nella parte posteriore. Il veicolo era completato da una torretta dal disegno simile a quella del Mk VI Crusader, ottenuta per saldatura, dotata di una protezione di 30 mm su tutti i lati. L'armamento era costituito da un cannone Ordnance QF 2 lb (40 mm) e da una mitragliatrice Vickers da 7,7 mm.
Il veicolo però, soffriva di un peso eccessivo e nel 1943 l'intero progetto venne cancellato. Da questo mezzo venne anche realizzato un veicolo corazzato per il trasporto truppe, sempre sperimentale, dotato di scafo a cielo aperto e sprovvisto della torretta.